# 1655
Évszázadok: 16. század – 17. század – 18. század
Évtizedek: 1600-as évek – 1610-es évek – 1620-as évek – 1630-as évek – 1640-es évek – 1650-es évek – 1660-as évek – 1670-es évek – 1680-as évek – 1690-es évek – 1700-as évek
Évek: 1650 – 1651 – 1652 – 1653 –  1654 – 1655 – 1656 – 1657 – 1658 – 1659 – 1660

## Események

### Határozott dátumú események
- január 22. – Oliver Cromwell feloszlatja a parlamentet.[1]
- március 15. – Wesselényi Ferencet a pozsonyi országgyűlésen nádorrá választják.[2]
- június 27. – Pozsonyban magyar királlyá koronázzák I. Lipót császárt.[2]
- április 7. – VII. Sándor pápa megválasztása.[3]
- július 21. – Elkezdődik az északi háború: Lengyelországba svéd-német seregek törnek be.[4]
- szeptember 22. – Gürdzsí Kenán pasát nevezik ki a budai vilajet élére. (A következő év májusában Rumélia élére került.)[5]
- december 27. – A Jasna Góra-i kolostor svédek általi ostroma sikertelenül végződik.[6]

### Határozatlan dátumú események
- az év folyamán –
  - Kara Murád kapudán pasát nevezik ki az Oszmán Birodalom nagyvezírévé. (Néhány hónap múlva letették, és Damaszkuszba került, ahol hamarosan elhunyt.)[7]

## Az év témái

### 1655 a tudományban
- március 25. – Christiaan Huygens holland csillagász felfedezi a Titánt a Szaturnusz legnagyobb holdját.

## Születések
- április 8. – Lajos Vilmos badeni őrgróf, császári tábornagy, Savoyai Jenő tábornagy unokaöccse († 1707)
- május 13. – XIII. Ince (eredeti nevén Michelangelo dei Conti), római pápa († 1724)
- július 7. – Christoph Dientzenhofer bajor származású építész († 1722)

## Halálozások
- január 7. – X. Ince pápa (* 1574)[8]
- február 25. – Daniel Heinsius, holland reneszánsz gondolkodó (* 1580)
- április 30. – Eustache Le Sueur, a Francia Festészeti Akadémia egyik alapítója, festő (* 1617)
- június 27. – Gonzaga Eleonóra, mantovai hercegnő, II. Ferdinánd német-római császár, magyar és cseh király második feleségeként német-római császárné, magyar és cseh királyné (* 1598)
- július 15. – Girolamo Rainaldi, itáliai manierista építész (* 1570)
- július 28. – Cyrano de Bergerac, francia drámaíró és bajvívó (* 1619)
- október 16. – Joseph Solomon Delmedigo, krétai születésű itáliai rabbi, orvos, matematikus, zeneteoretikus (* 1591)
- október 24. – Pierre Gassendi, francia filozófus, pap, csillagász és matematikus (* 1592)